# Intercommunale des eaux du centre du Brabant wallon
 (mai 2016).
Si vous disposez d'ouvrages ou d'articles de référence ou si vous connaissez des sites web de qualité traitant du thème abordé ici, merci de compléter l'article en donnant les références utiles à sa vérifiabilité et en les liant à la section « Notes et références ».
 (mai 2016).
L'Intercommunale des eaux du centre du Brabant wallon (IECBW), est une société intercommunale de distribution d'eau fondée en 1912.

## Histoire
C’est le 15 juillet 1912 que la société voit le jour avec comme nom CIECBW ce qui signifiait « Compagnie Intercommunale des eaux du centre du Brabant wallon ». Elle assurait un service de distribution d’eau à différentes communes du Brabant wallon. Pour cela, elle s’engageait à fournir de l’eau potable et à assumer les activités entrant dans le cadre de l’exploitation du réseau de distribution. 
La CIECBW était la première société belge à s’engager dans la coopération intercommunale. La compagnie a commencé ses activités en 1912 dans cinq communes différentes avec, pour chacune d’elles, un administrateur qui dirigeait la société. Il s’agissait des communes d’Ohain, Couture-Saint-Germain, Lasne-Chapelle-Saint-Lambert, Céroux-Mousty et Ways. 
Lors de ces débuts la CIECBW avait comme président Pierre van Hoegaerden, l’administrateur de la commune d’Ohain, comme vice-président du comte Paul Cornet de Ways-Ruart, administrateur de Ways et enfin pour remplir le rôle de secrétaire et administrateur délégué, de l’ingénieur Fourmanois. En 1912 la société, composée de quatre employés, comptait déjà aux alentours de 150 raccordements privés. À ce moment-là, peu d’habitations étaient raccordées au réseau de distribution d’eau et il s’agissait surtout de bornes-fontaines placées à différents endroits des communes et où les habitants allaient s’approvisionner en eau potable. 

### Évolution
À la suite des différents changements de la loi, la dissolution de la CIECBW laisse place à l’IECBW en 1962, l’Intercommunale des eaux du centre du Brabant wallon. Bien que le nom ait changé, la société et son objet social restent les mêmes. 
L’intercommunale ne faisait que s’agrandir et au fil des années, de plus en plus de communes s’y associaient. En 1990, elle comptait trois communes supplémentaires : Limelette, Glabais et Court-Saint-Étienne. En 2000, plusieurs communes viennent s’ajouter aux précédentes : Wauthier-Braine, Braine-l'Alleud, Waterloo, Genval, Plancenoit, Maransart, Ottignies-Louvain-la-Neuve, Corbais, Mont-Saint-Guibert, Hévillers, Bousval, Baisy-Thy, Vieux-Genappe, Loupoigne et Houtain-le-Val. De nos jours l’IECBW compte en plus de toutes celles-ci les communes de La Hulpe, Bierges, Wavre, Limal, Mellery, Villers-la-Ville, Sart-Dames-Avelines, Tilly, Marbais et Villers-Perwin. 
À la suite de la prise d’ampleur de la société et de l’augmentation du nombre d’employés, l’Intercommunale a dû changer de siège d’exploitation. Lors de ses débuts, elle résidait à Couture-Saint-Germain (qui a été intégré dans la commune de Lasne lors de la fusion des communes) dans le moulin de l’ancienne abbaye d’Aywiers avant de déménager en 2004 dans ses nouveaux locaux de la rue Émile François à Ways (Genappe). 
- la qualité (ISO 9001),
- la sécurité (OHSAS 18001),
- l'environnement (ISO 14001) et
- l'éthique (SA 8000).

## En 2012
L’intercommunale compte 134 employés. Son réseau comporte 1 753 km de conduites en voirie qui alimentent environ 80 000 raccordements pour plus de 200 000 habitants. L’IECBW est par sa taille, la troisième plus grande société de distribution d’eau en Région wallonne. Elle est devancée par la Société wallonne des eaux qui compte plus de 1 000 000 de raccordements (environ 70 % de la Wallonie) et par la Compagnie intercommunale liégeoise des eaux avec 300 000 raccordements.  
Anne Masson, échevine à la ville de Wavre, est la présidente de l’IECBW depuis 2007. L’intercommunale distribue environ 11,5 millions de mètres cubes d’eau par an dont 1,5 million est revendu à un autre distributeur d’eau. Pour approvisionner les réseaux, il y a 7 500 000 m3 qui sont produits par la société elle-même et 5,2 millions restants sont achetés à d’autres sociétés (principalement la société Vivaqua qui produit l’eau en Région wallonne pour la transporter en Région bruxelloise).  
Sur les 12,7 millions de mètres cubes injectés au départ, il y a donc environ 10 % de perdus (car seuls 11,5 millions sont vendus). Cette perte est due à différentes fuites dans les tuyaux souterrains, aux erreurs de sous-comptage faites par les compteurs domestiques dans les habitations mais c’est également dans ces 10 % là qu’est comptée l’eau utilisée par les pompiers pour éteindre les incendies ou par les services des communes pour nettoyer les routes et arroser les parterres de fleurs en été.

## Fusion
IECBW et IBW sont devenues INBW le 1er janvier 2018